# Język mpur
Język mpur, także: amberbaken, dekwambre, ekware, kebar – język papuaski używany w prowincji Papua Zachodnia w Indonezji. Według danych z 1993 roku posługuje się nim 7 tys. osób. Jego użytkownicy zamieszkują północno-wschodni fragment półwyspu Ptasia Głowa.
Nie wykazano jego pokrewieństwa z innymi językami. Bywa rozpatrywany jako izolat. C.L. Voorhoeve (1975) włączył mpur do propozycji fyli zachodniopapuaskiej; podobnie M. Ross (2005), w swojej próbnej klasyfikacji opartej na analizie form zaimków, zaliczył go do języków zachodniopapuaskich. G. Holton i M. Klamer (2018) oraz H. Hammarström (2018) nie potwierdzają postulowanych związków zewnętrznych.
Występują różnice dialektalne (w zakresie leksyki i prozodii). Różnymi odmianami posługują się mieszkańcy wybrzeża, ludność doliny Kebar i ludność górska. Według Ethnologue dzieli się na dwa dialekty – ajiw i sirir. W użyciu jest również język indonezyjski.
Jest językiem tonalnym. W zakresie morfologii i syntaktyki wykazuje wpływy języków austronezyjskich (szyk wyrazów SVO, mało złożona morfologia). Występują zapożyczenia z biak-numfor, lokalnego malajskiego i języka narodowego; a także z języka niderlandzkiego.
Nazwa „amberbaken”, upowszechniona przez grupę etniczną Biak, ma charakter pejoratywny. Jeszcze w latach 70. XX w. wyróżniano dwa języki: „amberbaken” i „kebar”, tworzące rodzinę amberbaken. C. Odé (2002) odnotowała, że nazwy „kebar” i „amberbaken” odnoszą się do regionów, gdzie występuje język mpur.
Sporządzono skrótowy opis jego gramatyki (A sketch of Mpur, 2002 ). Wcześniejsze materiały ograniczają do opisu fonologii, listy słownictwa i pewnej grupy prac (G. Kalmbacher, C. Kalmbacher). Jest zapisywany alfabetem łacińskim.